# Boaventura Kloppenburg
Carlos José Boaventura Kloppenburg (Molbergen, Alemania, 2 de noviembre de 1919-2009) fue un obispo y teólogo franciscano brasileño.
Emigró al Brasil con su familia en 1924. En 1941 ingresó en la orden Franciscana. Fue ordenado sacerdote en 1946. Obtuvo un doctorado en Roma en 1950. Durante 20 años enseñó teología en Petrópolis, Brasil, tiempo en el que también fue redactor de la Revista Eclesiástica Brasileira.
Participó como perito en el Concilio Vaticano II. Consultor de la Pontificia Comisión Teológica para la preparación del Concilio, Nombrado el 12 de junio de 1960, por solicitud de su Santidad Juan XIII, y firmado por el cardenal Tardini. (Cita en el Libro: "El crsitiano Secularizado, pag. 13.)
Estuvo durante nueve años como rector del Instituto Pastoral del CELAM en Medellín, Colombia.
Publicó más de 60 libros y durante 15 años fue miembro de la Comisión Teológica Internacional. En 1982 fue consagrado obispo. Trabajó durante cuatro años como obispo auxiliar en Salvador de Bahía. Desde 1986 fue obispo de la diócesis de Nuevo Hamburgo, en Rio Grande do Sul, hasta su retiro en 1995.
Falleció en 2009.

## Obras
Algunas de sus obras traducidas al castellano son:
- Boaventura Kloppenburg (1997). La reencarnación. Editorial San Pablo. ISBN 9789586079341.
- Boaventura Kloppenburg (1991). Espiritismo y fe. Ediciones Palabra. ISBN 978-84-7118-759-8.
- Boaventura Kloppenburg (1983). Fuerzas ocultas. Ediciones Paulinas.
- Boaventura Kloppenburg (1977). Iglesia popular. Ediciones Paulinas.
- Boaventura Kloppenburg (1973). Identidad sacerdotal. Ediciones Paulinas.

Otras obras importantes:
- 1956. A Maçonaria no Brasil. Orientação para os católicos. Petrópolis, Vozes, 352 p.
- 1961. A Umbanda no Brasil. Petrópolis, Vozes, 261 p.
- 1962. Concílio Vaticano II. Vol. I: Documentário preconciliar. Petrópolis, Vozes, 57 p.
- 1963. Concílio Vaticano II. Vol. II: Primeira Sessão. Petrópolis, Vozes, 413 p.
- 1964. Concílio Vaticano II. Vol. III: Segunda Sessão. Petrópolis, Vozes, 559 p.
- 1965. Concílio Vaticano II. Vol. IV: Terceira Sessão. Petrópolis, Vozes, 639 p.
- 1966. Concílio Vaticano II. Vol. V: Quarta Sessão. Petrópolis, Vozes, 576 p.
- 2002 [1956]. Espiritismo. Orientação para católicos. 7ª ed., Petrópolis, Vozes, 455 p.
- 2000. Minha Igreja. Petrópolis, Vozes, 230 p.
- 1960. O espiritismo no Brasil: orientação para os católicos. Petrópolis, Vozes, 462 p.
- 1971. el cristiano secularizado, el humanismo del Vaticano II. Bogotá, Ed. Paulinas, 1971, 255 p.